# Zwemmer Gallery
v. l. n. r: Stanley William Hayter, unbekannt, Anton Zwemmer, René d'Harnoncourt,
 während der Ausstellung „Henry Moore“ im Museum of Modern Art, New York, Juli 1946.

Foto: Henry Moore Foundation Archive

Link zum Bild

(Bitte Urheberrechte beachten)
Die Zwemmer Gallery war eine im Jahr 1922 von Anton Zwemmer (1892–1979) in London gegründete Kunstbuchhandlung auf der 72–80 Charing Cross Road. 1929 gründete er, direkt um die Ecke der Charing Cross Road, eine Galerie auf der 26 Litchfield Street.

## Leben
Zwemmer war der älteste Sohn von Arie und Baukje Huizinga Zwemmer. Mit 14 Jahren verließ er die Christliche Grundschule und beendete seine Ausbildung zunächst bei dem Verleger Herman Tjeenk Willink in Haarlem. Nach kurzer Zeit wechselte er die Firma von H. N. Mul, die spezialisiert war auf Musik und den Verkäufen von Büchern und erlernte die Grundlagen des Buchhandels. Im Januar 1911 erfolgte die Einberufung zum Wehrdienst, die im Januar des darauf folgenden Jahres beginnen sollte. Durch ein bestimmtes Wahlverfahren der niederländischen Armee, der es nur einer geringen Anzahl von Rekruten ermöglichte nicht zu Dienen, war es Zwemmer jedoch gelungen im Zweiten Weltkrieg nicht als Soldat dienen zu müssen.
1912 verließ Zwemmer Haarlem, zog nach Amsterdam, und erhielt eine Anstellung als Assistent bei Kirberger & Kesper, ein auf englische Literatur spezialisiertes Unternehmen, für das er im selben Jahr noch nach England reiste. Hier trat er in Kontakt mit Simpkin Marshall, einem führenden britischen Großhändler für Bücher, und anderen Verlegern.

## Buchhandlung und Galerie
Anton Zwemmer zog 1914 nach London. Nachdem er für kurze Zeit für Simpkin Marshall gearbeitet hatte, wechselte er zu Harrods, um in der Verwaltung der dortigen Buchhandlung tätig zu werden. 1922 erwarb er von seinem Arbeitgeber Richard Jäschke eine Buchhandlung in der Charing Cross Road, die in der Folgezeit als ein Ort für Kunst und moderne Literatur diente. Als einer der wenigen Standorte in London, an denen Kunstveröffentlichungen verfügbar waren, wurde die Buchhandlung zu einem wichtigen Treffpunkt für Kunstinteressierte und diente als Vertreiber vieler ausländischer Mainstream-, Avantgarde- und akademischer Kunstpublikationen, wie Cahiers d’Art, XXe siècle, Jugend und das Burlington Magazine.

### Buchhandlung
Ab 1925 publizierte Zwemmer Originaltitel zu Kunst und Architektur, Künstlerbücher und die Reihe Studies in Architecture. Zudem veröffentlichte er in Zusammenarbeit mit europäischen und amerikanischen Partnern, zu denen Gualtiero di San Lazarro (Editions des Chroniques du Jour), der amerikanische Verleger Erhard Weyhe sowie der deutsche Verlag Ernst Wasmuth gehörten. Als 1929 im Verlag von Ernst Wasmuth die Publikation der Urformen der Kunst von Karl Blossfeldt erschien, wurde diese von Albert Zwemmer unter dem Titel Art Forms in Nature publiziert. An den vom Schweizer Verleger Albert Skira und Tériade in Paris veröffentlichten Zeitschriften Minotaure trug Zwemmer ebenfalls bei. Ab 1937 beteiligte er sich an der Künstlerzeitschrift Verve sowie 1944 an deren Nachfolger Labyrinthe.

### Galerie
1929 gründete er auf der 26 Litchfield Street seine Galerie, die ursprünglich als Ausstellungsfläche für hochwertige Farbkunstreproduktionen gedacht war, die in der Buchhandlung verkauft werden sollten. Dieser Zweck wurde jedoch bald aufgegeben, als Zwemmer begann, Originalwerke britischer und internationaler Künstler zu zeigen. Der Galerist, der nicht mit einer bestimmten Bewegung oder einer bestimmten künstlerischen Ausrichtung in Verbindung gebracht wurde, förderte ein breites Spektrum an Kunst der Moderne, darunter Werke von Henri Matisse, Henry Moore, Pablo Picasso, Jacob Epstein, Henri Gaudier-Brzeska und Paul Nash.

#### Treffen mit Albert Skira
In regelmäßigen Abständen erhielt Albert Zwemmer Buchbestellungen von der National Art Library im Victoria and Albert Museum. So bestellte er im Voraus eine Edition des Drucks Ovide, Les Métamorphoses, 1931 von Pablo Picasso, die von Albert Skira herausgegeben wurde. Da Zwemmer der Einzige war, der bei Skira im Voraus bestellte, war dieser so begeistert, dass er spontan nach London fuhr, um Zwemmer zu treffen. Seit diesem Zeitpunkt wurden beide enge Freunde und Geschäftspartner. Zwemmer wurde der Agent für Skiras Bücher in Großbritannien.

### Ausstellungen

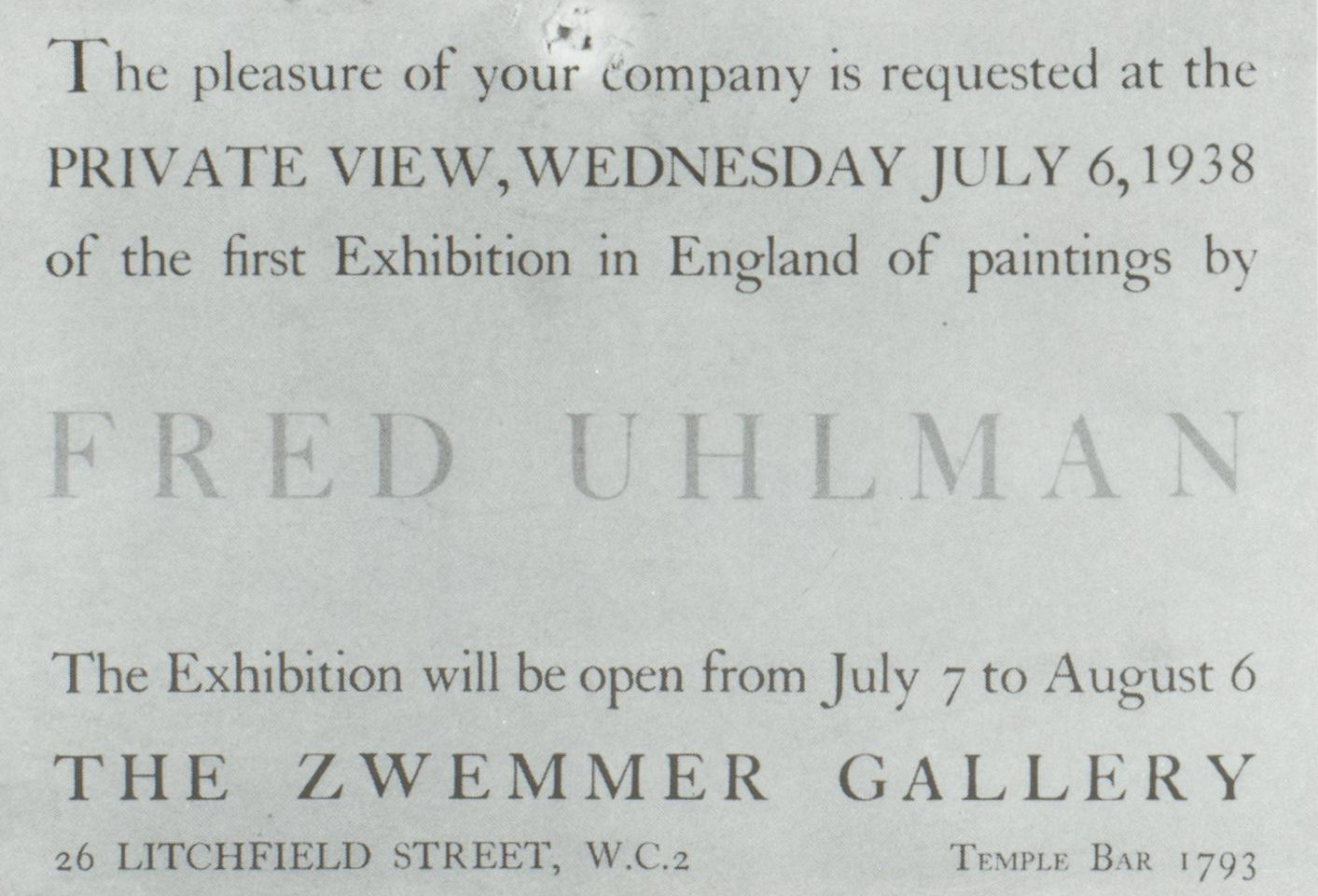
Fred Uhlman bei Zwemmer, 1938

1933 und 1936 zeigte Zwemmer in zwei Einzelausstellungen Aquarelle von Eric Ravilious, und stellte in diesem und im darauf folgenden Jahr in zwei Ausstellungen Picasso aus. Die erste umfasste 57 Gemälde und Arbeiten auf Papier über die gesamte Schaffensperiode des Künstlers, darunter Beispiele für den analytischen und den synthetischen Kubismus, die zweite Ausstellung 1937 war Picasso und Giorgio de Chirico gewidmet. 1938 zeigte die Galerie Werke von Fred Uhlman. Zwemmer veranstaltete zudem mehrere surrealistische Ausstellungen, darunter eine für Joan Miró und die erste Einzelausstellung für Salvador Dalí in Großbritannien. Er zeigte und verkaufte zudem kubistische Werke von Juan Gris, darunter The Sunblind aus dem Jahr 1914 (Tate Modern, London) und Cup, Glasses und Bottle (Le Journal), 1914 (Metropolitan Museum of Art), von denen einige von bedeutenden Sammlern wie René Gaffé und Heinrich Gottlieb Reber stammten.
In den 1940er Jahren tätigte Zwemmer zusammen mit der Lefèvre Gallery und Marlborough Fine Arts gemeinsame Einkäufe. Zu den Kunden zählten viele bekannte britische und amerikanische Sammler moderner Kunst, darunter Kenneth Clark, Douglas Cooper, Albert Gallatin, Roland Penrose, Sir Michael Sadler und Peter Watson.

### Ende der Galerie
Die Galerie wurde für die Dauer des Zweiten Weltkriegs geschlossen. 1947, nach Wiedereröffnung, verlagerte sich der Fokus von der internationalen Avantgarde hin zu aufstrebenden britischen Künstlern, darunter Alistair Grant und Peter Coker. In dieser Zeit führten die Söhne von Zwemmer, John und Desmond Zwemmer, zusammen mit ihrem Vater das Familienunternehmen, das 1949 in den Verlag A. Zwemmer Ltd. umbenannt wurde. In diesem Jahr publizierte Zwemmer, in Zusammenarbeit mit Skira, die zweibändige englische Übersetzung von André Malraux’ Psychologie de l’Art (The Psychology of Art), die 65 Photogravuren verschiedener Größe und 21 Farbillustrationen enthielt. In den 1960er Jahren ging das Unternehmen eine Partnerschaft mit Oxford University Press und Lund Humphries Publishing ein.
Zwischen 1954 und 1965 wurde die Galerie von Michael Chase betrieben und 1968, kurz nach seiner Abreise, geschlossen. Im September 1983 zog der Verlag in die 24 Litchfield Street um. Zwei Jahre später wurde die Firma an den Verleger Philip Wilson (Philip Wilson Publishers Ltd.) verkauft. Das komplette Archiv der Zwemmer Gallery ist beheimatet in den Tate Gallery Archives, London.